# Kozarowszczyzna (sielsowiet Krewo)
Kozarowszczyzna – dawny folwark. Tereny, na których był położony, leżą obecnie na Białorusi, w obwodzie grodzieńskim, w rejonie smorgońskim, w sielsowiecie Krewo.

## Historia
W czasach zaborów folwark szlachecki w gminie Krewo, w powiecie oszmiańskim, w guberni wileńskiej Imperium Rosyjskiego. W 1866 roku liczył 16 mieszkańców w 2 domach. W 1905 roku liczył 13 mieszkańców, 263 dziesięcin, własność Łastowskiego.
W latach 1921–1945 folwark leżał w Polsce, w województwie wileńskim, w powiecie oszmiańskim, w gminie Krewo.
W 1931 wieś w 1 domu zamieszkiwało 16 osób.
W 1927 roku Jan Ignacy Łastowski, agronom i właściciel folwarku został odznaczony Srebrnym Krzyżem Zasługi „za zasługi w dziedzinie szerzenia wiedzy rolniczej wśród małorolnych oraz naukowego doświadczalnictwa”.
Wierni należeli do parafii rzymskokatolickiej w Krewie i prawosławnej w Łosku. Miejscowość podlegała pod Sąd Grodzki w Smorgoniach i Okręgowy w Wilnie; właściwy urząd pocztowy mieścił się w Krewie.